# Thomas Ziegler (Schriftsteller)
Thomas Ziegler (eigentlich Rainer Friedhelm Zubeil; * 18. Dezember 1956 in Könau; † 11. September 2004 in Köln) war ein deutscher Science-Fiction-Schriftsteller und Übersetzer. Weitere Pseudonyme waren Helmut Horowitz, Tommy Z., John Spider und Henry Quinn.

## Leben
Seinen ersten eigenständigen Roman Eisvampire schrieb Zubeil, der in Wuppertal aufwuchs, 1977 unter dem Pseudonym Henry Quinn, das er später auch für gemeinschaftliche Werke mit Uwe Anton und Ronald M. Hahn benutzte, der diesen Decknamen zuerst verwendete und dem Kollegen sozusagen „auslieh“. Für Die Stimmen der Nacht erhielt er den Kurd-Laßwitz-Preis zweimal: 1984 für die ursprüngliche Erzählung und 1994 für den daraus entstandenen Roman mit demselben Titel. Er schrieb in den 80er-Jahren für die Science-Fiction-Serien Die Terranauten (unter dem Pseudonym Robert Quint) und Perry Rhodan. Bei beiden Serien war er zeitweise auch Exposé-Autor. Außerdem schuf er die Science-Fiction-Taschenbuchreihe Flaming Bess sowie die mit zwei Bänden unvollständig gebliebene Fantasy-Serie Sardor. Der als Abschluss geplante dritte Teil wurde fragmentarisch im Nachlass gefunden. Die fehlenden Kapitel wurden von Markolf Hoffmann ergänzt und 2013 veröffentlicht. Außerhalb der SF-Szene schrieb er skurrile, vorwiegend im Kölner Raum angesiedelte Kriminalromane.
Neben der Schriftstellerei war Rainer Zubeil auch als Übersetzer aus dem Englischen tätig. Sein Schwerpunkt lag dabei auf Science-Fiction-Romanen sowie Kompendien und Sachbüchern zu Star Wars. Rainer Zubeil verstarb im September 2004 völlig überraschend an Herzversagen, nachdem er zuvor beim ColoniaCon 2004 der Fan-Gemeinde Hoffnungen auf ein Comeback in der SF-Literatur gemacht hatte. Seinen literarischen Nachlass verwaltet der Autor Ronald M. Hahn.

## Bibliografie

### Serien
Die Serien sind nach dem Erscheinungsjahr des ersten Teils geordnet.
Die Terranauten
Romanhefte:
- 01 Der Erbe der Macht (1979)
- 09 Die Stunde des Riemenmanns (1980)
- 10 Revolte auf Luna (1980)
- 11 Planet der Logenmeister (1980)
- 12 Der Triumph des Lordoberst (1980)
- 14 Im Reich der Geflügelten (1980)
- 15 Der Clan der Magier (1980)
- 22 Der Katastrophen-Planet (1980)
- 24 Die Raumschiff-Diebe (1980)
- 25 Ausflug ins Morgen (1980)
- 26 Der Weg nach Argus (1980)
- 28 Die Psi-Sucher (1980)
- 35 Die Piraten-Loge (1980)
- 36 Flammen über Shondyke (1980)
- 45 Eine Falle für Llewellyn (1981)
- 49 Das Ultimatum der Computer (1981)
- 50 Drohung von den Sternen (1981)
- 54 Der Sturz des Lordoberst (1981)
- 57 Fahrt zum Ende der Welt (1981)
- 66 Im Licht der Mördersonne (1981)
- 67 Die Planeten-Plünderer (1981)
- 68 Der programmierte Attentäter (1981)
- 78 Durchbruch nach Shondyke (1981)
- 79 Sterben für Terra (1981)
- 85 Valdecs Rückkehr (1981)
- 86 Der Gehetzte von Terra (1981)
- 89 Der Kaiser von Berlin (1982)
- 97 Der Präventivschlag (1982)
- 98 Duell der Träume (1982)
- 99 Der Öko-Schock (1982)

Taschenbücher:
- 101 Planetenmuster (1982)
- 102 Zeitfenster (1983)
- 106 Die graue Spur (1984)

Perry Rhodan
Heftserie:
- 1124 Das Armadafloß (1983)
- 1130 Aufstand im Vier-Sonnen-Reich (1983)
- 1131 Planet der Deportierten (1983)
- 1163 Invasion der Fairy Queens (1983)
- 1184 Der Weg der Flamme (1984)
- 1185 Feind der Kosmokraten (1984)
- 1205 Kundschafter der Kosmokraten (1984)
- 1211 Der gute Geist von Magellan (1984)
- 1224 Rückkehr in den Frostrubin (1985)
- 1230 Psychofrost (1985)
- 1231 Unternehmen Thermoschild (1985)
- 1246 Die Macht des Träumers (1985)
- 1250 Die Raum-Zeit-Ingenieure (1985)
- 2235 Todesspiele (2004)
- 2256 Bahnhof im Weltraum (2004)

Planetenromane:
- 236 Die Stadt der Zukunft (1982)
- 246 Expedition ins Totenreich (1983)
- 265 Der Narrenturm (1985)

Kurzgeschichten:
- Star-Amore in Jubiläumsband 5 (1984)
- Terra-Terror-Tours in Jubiläumsband 6 (1985)

Perry Rhodan-Classics:
- 6 Die besten Alien-Geschichten von Thomas Ziegler (1999)

Lemuria (Perry Rhodan-Taschenbuchserien, Heyne):
- 5 Die letzten Tage Lemurias (2005)

Sardor
- 1  Sardor. Bastei Lübbe Fantasy #20062, 1984, ISBN 3-404-20062-4. Neuausgabe: Golkonda, 2012, ISBN 978-3-942396-51-6
- 2 Am See der Finsternis. Bastei Lübbe Fantasy #20074, 1985, ISBN 3-404-20074-8. Neuausgabe: Golkonda, 2012, ISBN 978-3-942396-52-3.
- 3 Der Bote des Gehörnten. Golkonda, 2013, ISBN 978-3-942396-53-0 (Fragment, abgeschlossen von Markolf Hoffmann).
- Kirschlicht und Glaspol. Kurzgeschichte. In: Jörg Weigand (Hrsg.): Vergiss nicht den Wind. Bastei Lübbe Fantasy #20055, 1983, ISBN 3-404-20055-1. Auch in: Lichtjahreweit. 1986.

Flaming Bess: Rebellin der Galaxis
- 1 Das Erbe der Erde. Bastei Lübbe Science Fiction Abenteuer #23059, 1986, ISBN 3-404-23059-0.
- 2 Wo die Echse herrscht. Bastei Lübbe Science Fiction Abenteuer #23060, 1986, ISBN 3-404-23060-4.
- 3 Gefangene der Schatten-Welten. Bastei Lübbe Science Fiction Abenteuer #23061, 1986, ISBN 3-404-23061-2.
- 4 Das Grauen an Bord. Bastei Lübbe Science Fiction Abenteuer #23063, 1987, ISBN 3-404-23063-9.
- 5 Raumfestung Arak–Nor. Bastei Lübbe Science Fiction Abenteuer #23065, 1987, ISBN 3-404-23065-5.
- 6 Sternbaronat Roter Riese. Bastei Lübbe Science Fiction Abenteuer #23067, 1987, ISBN 3-404-23067-1.
- 7 Das galaktische Archiv. Bastei Lübbe Science Fiction Abenteuer #23070, 1987, ISBN 3-404-23070-1.
- 8 Die elektrischen Ritter. Bastei Lübbe Science Fiction Abenteuer #23071, 1987, ISBN 3-404-23071-X.
- 9 Die Erde. Bastei Lübbe Science Fiction Abenteuer #23073, 1987, ISBN 3-404-23073-6.
- 10 Flaming Bess, Band 1: Das Galaktische Theorem. Apex 2019, ISBN 978-3-7485-7483-5 (mit einem Prolog "Die erste Erinnerung" von Christian Dörge)
- 11 Flaming Bess, Band 2: Der Monolith. Apex 2019, ISBN 978-3-7485-7446-0 (mit dem 10. Roman "Der Monolith" von Ronald M. Hahn und Christian Dörge)

### Einzelromane
Science Fiction
- mit Uwe Anton: Zeit der Stasis. Heyne SF&F #3680, 1979, ISBN 3-453-30599-X.
- mit Ronald M. Hahn als Henry Quinn: Kontaktplanet Erde. Pabel-Moewig (Terra Astra #542), 1982.
- Alles ist gut. Corian (Neue deutsche Science Fiction), 1983, ISBN 3-89048-106-X.
- Die Stimmen der Nacht. Ullstein Science Fiction & Fantasy #31078, 1984, ISBN 3-548-31078-8. Auch als: Stimmen der Nacht. Heyne SF&F #5056, 1993, ISBN 3-453-06628-6.
- Uwe Anton: Erdstadt. Heyne SF&F #4198, 1985, ISBN 3-453-31173-6.
- mit Konrad Schaef, Manfred Wegener, Achim Mehnert und W. K. Giesa: 2107: Vorstoß nach Katai. Blitz (Raumschiff Promet: Neue Abenteuer #1), 1998.

Horror
- als Henry Quinn: Eisvampire. Pabel (Dämonenkiller Taschenbuch #29), 1977.
- als Henry Quinn: Verschwörung der Dämonen. Kelter Geister-Krimi #167, 1977.

Krimis
- mit Uwe Anton als T. Slade und H. Quinn: Das Böse in Lopez Garcia. Kelter Geister-Krimi #199, 1977.
- Überdosis. Bastei Taschenbuch #19524, 1988, ISBN 3-404-19524-8.
- Koks und Karneval. Goldmann Taschenbuch #5145, 1990, ISBN 3-442-05145-2.
- Des Weibes schärfste Waffe. Erzählungen. Bastei Lübbe Taschenbuch #19549, 1990, ISBN 3-404-19549-3.
- Tod im Dom. Goldmann Taschenbuch #5149, 1991, ISBN 3-442-05149-5.
- Was geschah mit Angelika H.? Bastei Lübbe Taschenbuch #19561, 1991, ISBN 3-404-19561-2.
- Eine Kölner Karriere. Bastei Lübbe Taschenbuch #19571, 1994, ISBN 3-404-19571-X.

Sonstige
- Das Nest : Das Buch zur Fernsehserie der Werbung im Hessischen Rundfunk. Goldmann Taschenbuch #9487, 1989, ISBN 3-442-09487-9.

### Sammlungen
- Unter Tage. Bastei Lübbe Science Fiction Bestseller #22047, 1982, ISBN 3-404-22047-1.
- Nur keine Angst vor der Zukunft. Ullstein Science Fiction & Fantasy #31094, 1985, ISBN 3-548-31094-X.
- Lichtjahreweit. Ullstein Science Fiction & Fantasy #31121, 1986, ISBN 3-548-31121-0.
- mit Uwe Anton und Ronald M. Hahn als Isaak Asimuff: Die Roboter und wir. Ullstein Science Fiction & Fantasy #31162, 1988, ISBN 3-548-31162-8.
- Eine Kleinigkeit für uns Reinkarnauten. Blitz Phantastische Romane #10, 1997, ISBN 3-932171-10-1.
- Der Weiße Raum. Erzählungen. Apex/Bookrix, München 2018, ISBN 978-3-7467-0023-6.
- Zwischenwelt und andere abgefahrene Stories. Erzählungen. Apex/Bookrix, München 2018, ISBN 978-3-7438-7271-4.

### Kurzgeschichten
Wird bei Kurzgeschichten als Quelle nur Titel und Jahr angegeben, so findet sich die vollständige Angabe bei der entsprechenden Sammelausgabe.
- Unter Tage. In: Ronald M. Hahn (Hrsg.) Zukunftsgeschichten ?. Weltkreis, 1976, ISBN 3-88142-169-6. Auch in: Unter Tage. 1982.
- mit Ronald M. Hahn: Alternativwelt 1818. In: Thomas Le Blanc (Hrsg.): Antares. Goldmann Science Fiction #23365, 1980, ISBN 3-442-23365-8.
- Holzmann weiß, was Menschen brauchen. In: Wolfgang Jeschke (Hrsg.): Science-Fiction Story Reader 9. Heyne SF&F #3574, 1978, ISBN 3-453-30469-1. Auch in: Unter Tage. 1982.
- Matuscheks Welten. In: Wolfgang Jeschke (Hrsg.): Science Fiction Story Reader 9. Heyne SF&F #3574, 1978, ISBN 3-453-30469-1. Auch in: Unter Tage. 1982.
- See You later, alligator. In: Thomas Le Blanc (Hrsg.): Die Anderen. Heyne SF&F #3650, 1979, ISBN 3-453-30563-9. Auch in: Unter Tage. 1982.
- Unter den Sternen in der Nacht. In: Horst Pukallus (Hrsg.): Unter den Sternen in der Nacht. Damnitz (Kleine Arbeiterbibliothek #50), 1979, ISBN 3-88112-104-8.
- Zwischenwelt. In: Jörg Weigand (Hrsg.): Quasar 1. Bastei Lübbe Science Fiction Bestseller #22013, 1979, ISBN 3-404-01402-2.
- Video. In: Jörg Weigand (Hrsg.): Die andere Seite der Zukunft. Schaffstein, 1980, ISBN 3-588-00058-5. Auch in: Unter Tage. 1982.
- Die sensitiven Jahre. In: Roland Rosenbauer (Hrsg.): Computerspiele. Heyne SF&F #3745, 1980, ISBN 3-453-30648-1. Auch in: Unter Tage. 1982.
- Artefakt 5578. In: Ronald M. Hahn (Hrsg.): Gemischte Gefühle. Moewig Science Fiction #3527, 1981, ISBN 3-8118-3527-0. Auch in: Nur keine Angst vor der Zukunft. 1985.
- Willkommen in der Stadt der Angst. In: Ronald M. Hahn (Hrsg.): Gemischte Gefühle. Moewig Science Fiction #3527, 1981, ISBN 3-8118-3527-0. Auch in: Nur keine Angst vor der Zukunft. 1985.
- Des Herrn Professor B. wundersame Reise durch die Zeit. In: Thomas Le Blanc (Hrsg.): Beteigeuze. Goldmann Science Fiction #23385, 1981, ISBN 3-442-23385-2.
- Marathon. In: H. J. Alpers (Hrsg.): Der große Ölkrieg. Moewig Science Fiction #3531, 1981, ISBN 3-8118-3531-9. Auch in: Nur keine Angst vor der Zukunft. 1985.
- Reich sein, frei sein … In: Horst Pukallus (Hrsg.): Quasar 3. Bastei Lübbe Science Fiction Special #24038, 1983, ISBN 3-404-24038-3. Auch in: Lichtjahreweit. 1986.
- City. In: Werner Fuchs (Hrsg.): Licht des Tages, Licht des Todes. Droemer Knaur (Knaur SF&F #5749), 1982, ISBN 3-426-05749-2. Auch in: Nur keine Angst vor der Zukunft. 1985.
- Der Feind. In: Unter Tage. 1982.
- Tief unten im Tal. In: H. J. Alpers (Hrsg.): Metropolis brennt!. Moewig Science Fiction #3591, 1982, ISBN 3-8118-3591-2. Auch in: Nur keine Angst vor der Zukunft. 1985. Auch als: Unten im Tal. Nova, #23 2015-06-00 ed. Olaf G. Hilscher, Michael K. Iwoleit Amrûn 978-3-95869-031-8 2015.
- Delirion: Liza. In: Wolfgang Jeschke, Helmut Wenske (Hrsg.): Arcane oder Die Tele-Vision der Unsterblichkeit in 1 Minute / 39 Sek. Scirular. Heyne SF&F #3970, 1982, ISBN 3-453-30856-5. Auch in: Nur keine Angst vor der Zukunft. 1985.
- Die große Verknollung. In: H. J. Alpers (Hrsg.): Science Fiction Almanach 1983. Moewig Science Fiction #3603, 1982, ISBN 3-8118-3603-X. Auch in: Lichtjahreweit. 1986.
- Die Stimmen der Nacht. In: Michael Görden (Hrsg.): Phantastische Literatur 83. Bastei Lübbe (Phantastische Literatur #72022), 1983, ISBN 3-404-72022-9.
- Panther des Grauens. In: Omni, Juli 1984.
- mit Ronald M. Hahn: Auf Achse. In: Lichtjahreweit. 1986.
- Lichtjahreweit. In: Lichtjahreweit. 1986.
- Methusalem. In: Lichtjahreweit. 1986.
- als Tommy Z.: Bekenntnisse eines Ökoterroristen aus dem Jahre 1988. Goldmann blitz #21008, 1987, ISBN 3-442-21008-9.
- mit Ronald M. Hahn: Die Zivilisation, wie wir sie kennen. In: Wolfgang Jeschke (Hrsg.): Second Hand Planet. Heyne SF&F #4470, 1988, ISBN 3-453-00995-9.
- Eine Kleinigkeit für uns Reinkarnauten. In: Uwe Anton (Hrsg.): Willkommen in der Wirklichkeit: Die Alpträume des Philip K. Dick. Heyne SF&F #4713, 1990, ISBN 3-453-04298-0. Auch in: Eine Kleinigkeit für uns Reinkarnauten. 1997.
- Marie. In: Eine Kleinigkeit für uns Reinkarnauten. 1997.
- Abends kommt Oma. In: Wolfgang Hohlbein (Hrsg.): Wolfgang Hohlbeins Fantasy Selection 2000. Weitbrecht, 1999, ISBN 3-522-71745-7.